# Grand Prix Wielkiej Brytanii 1985

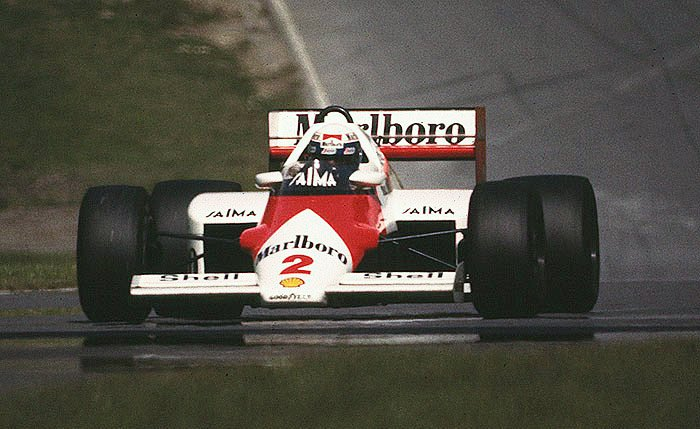
Alain Prost podczas Grand Prix Wielkiej Brytanii 1985

Grand Prix Wielkiej Brytanii 1985 (oryg. Marlboro British Grand Prix) – ósma runda Mistrzostw Świata Formuły 1 w sezonie 1985, która odbyła się 21 lipca 1985, po raz 20. na torze Silverstone.
38. Grand Prix Wielkiej Brytanii, 36. zaliczane do Mistrzostw Świata Formuły 1.

## Klasyfikacja
| Legenda oznaczeń w tabelach wyników Wyświetl szablon na nowej stronie | Legenda oznaczeń w tabelach wyników Wyświetl szablon na nowej stronie                                                                     |
| Oznaczenie                                                            | Wyjaśnienie |
| --------------------------------------------------------------------- | --- |
| Złoty                                                                 | Zwycięzca lub mistrzostwo |
| Srebrny                                                               | 2. miejsce lub wicemistrzostwo |
| Brązowy                                                               | 3. miejsce lub II wicemistrzostwo |
| Zielony                                                               | Ukończył, punktował (w klasyfikacji generalnej, gdy zdobył co najmniej jeden punkt na przestrzeni sezonu, poza trzema powyższymi opcjami) |
| Niebieski                                                             | Ukończył, nie punktował (w klasyfikacji generalnej, gdy nie zdobył co najmniej jednego punktu na przestrzeni sezonu)                      |
| Czerwony                                                              | Nie zakwalifikował się (NZ) |
| Czerwony                                                              | Nie prekwalifikował się (NPK) |
| Różowy                                                                | Nie ukończył (NU) |
| Różowy                                                                | Niesklasyfikowany (NS) (w klasyfikacji generalnej, gdy nie został sklasyfikowany w żadnym wyścigu sezonu)                                 |
| Czarny                                                                | Zdyskwalifikowany (DK) |
| Czarny                                                                | Wykluczony (WYK/EX) |
| Biały                                                                 | Nie wystartował (NW) |
| Biały                                                                 | Kontuzjowany (K/INJ) |
| Biały                                                                 | Wyścig odwołany (OD/C) |
| Bez koloru                                                            | Został wycofany (WYC/WD) |
| Bez koloru                                                            | Nie przybył (NP/DNA) |
| Bez koloru                                                            | Nie brał udziału w treningach (NT/DNP) |
| Bez koloru                                                            | Nie został zgłoszony (–) |
| Pogrubienie                                                           | Start z pole position |
| Kursywa                                                               | Najszybsze okrążenie wyścigu |
| †                                                                     | Nie ukończył, ale jego rezultat został zaliczony ze względu na przejechanie więcej niż 90% dystansu wyścigu.                              |
| *                                                                     | Sezon w trakcie |
| 1/2/3                                                                 | Punktowana pozycja w sprincie kwalifikacyjnym                                                                                             |
| Lista systemów punktacji Formuły 1                                    | |

| Poz | Nr | Kierowca           | Konstruktor            | Okrążenia | Czas/powód NU      | Poz. start. | Punkty |
| --- | -- | ------------------ | ---------------------- | --------- | ------------------ | ----------- | ------ |
| 1   | 2  | Alain Prost        | McLaren-TAG            | 65        | 1:18:10.436        | 3           | 9      |
| 2   | 27 | Michele Alboreto   | Ferrari                | 64        | + 1 okrążenie      | 6           | 6      |
| 3   | 26 | Jacques Laffite    | Ligier-Renault         | 64        | + 1 okrążenie      | 16          | 4      |
| 4   | 7  | Nelson Piquet      | Brabham-BMW            | 64        | + 1 okrążenie      | 2           | 3      |
| 5   | 16 | Derek Warwick      | Renault                | 64        | + 1 okrążenie      | 12          | 2      |
| 6   | 8  | Marc Surer         | Brabham-BMW            | 63        | + 2 okrążenia      | 15          | 1      |
| 7   | 4  | Martin Brundle     | Tyrrell-Renault        | 63        | +2 okrążenia       | 20          |        |
| 8   | 17 | Gerhard Berger     | Arrows-BMW             | 63        | + 2 okrążenia      | 17          |        |
| 9   | 22 | Riccardo Patrese   | Alfa Romeo             | 62        | + 3 okrążenia      | 14          |        |
| 10  | 12 | Ayrton Senna       | Lotus-Renault          | 60        | Wtrysk             | 4           |        |
| 11  | 4  | Stefan Bellof      | Tyrrell-Ford           | 59        | + 6 okrążeń        | 26          |        |
| NU  | 1  | Niki Lauda         | McLaren-TAG            | 57        | Elektronika        | 10          |        |
| NU  | 18 | Thierry Boutsen    | Arrows-BMW             | 57        | Wypadł z toru      | 19          |        |
| NU  | 25 | Andrea de Cesaris  | Ligier-Renault         | 41        | Sprzęgło           | 7           |        |
| NU  | 29 | Pierluigi Martini  | Minardi-Motori Moderni | 38        | Skrz. biegów       | 23          |        |
| NS  | 11 | Elio de Angelis    | Lotus-Renault          | 37        | Nie sklasyfikowany | 8           |        |
| NU  | 9  | Manfred Winkelhock | RAM-Hart               | 28        | Turbosprężarka     | 18          |        |
| NU  | 6  | Keke Rosberg       | Williams-Honda         | 21        | Układ wydechowy    | 1           |        |
| NU  | 5  | Nigel Mansell      | Williams-Honda         | 17        | Sprzęgło           | 5           |        |
| NU  | 23 | Eddie Cheever      | Alfa Romeo             | 17        | Turbosprężarka     | 22          |        |
| NU  | 30 | Jonathan Palmer    | Zakspeed               | 6         | Silnik             | 24          |        |
| NU  | 19 | Teo Fabi           | Toleman-Hart           | 4         | Skrz. biegów       | 9           |        |
| NU  | 28 | Stefan Johansson   | Ferrari                | 1         | Wypadek            | 11          |        |
| NU  | 15 | Patrick Tambay     | Renault                | 0         | Wypadł z toru      | 13          |        |
| NU  | 10 | Philippe Alliot    | RAM-Hart               | 0         | Wypadek            | 21          |        |
| NU  | 24 | Piercarlo Ghinzani | Osella-Alfa Romeo      | 0         | Wypadek            | 25          |        |